# Balai Kurai Taji
Balai Kurai Taji is een bestuurslaag in het regentschap Pariaman van de provincie West-Sumatra, Indonesië. Balai Kurai Taji telt 1220 inwoners (volkstelling 2010).